# Limite supérieure et limite inférieure

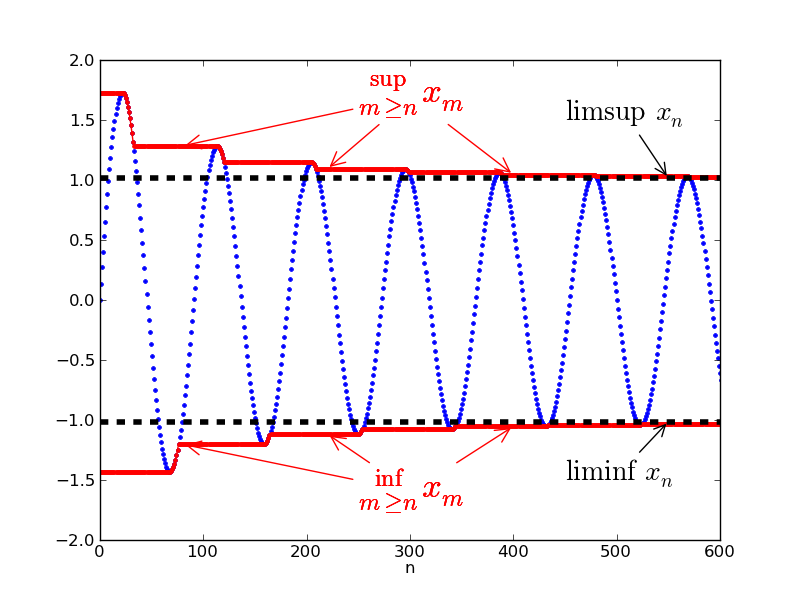
Exemple de recherche de limites inférieure et supérieure. La suite (xn)n est représentée en bleu.

En mathématiques, plus précisément en analyse réelle, les limites inférieures et supérieures sont des outils d'étude des suites de nombres réels. Une telle suite n'est en général ni monotone, ni convergente.
L'introduction des limites supérieure et inférieure permet de retrouver, partiellement, de telles propriétés. Il s'agit d'un cas particulier de valeurs d'adhérence de la suite.

## Définitions
Soit {\displaystyle (u_{n})_{n\in \mathbb {N} }} une suite à valeurs dans ℝ, ou même ℝ = ℝ ∪ {−∞, +∞}.
Les suites définies par 
{\displaystyle v_{n}=\sup\{u_{k}\mid k\geq n\}{\text{ et }}w_{n}=\inf\{u_{k}\mid k\geq n\}}
sont respectivement décroissante et croissante. Elles admettent donc une limite dans ℝ, ce qui permet de poser, :
{\displaystyle \limsup _{n\to +\infty }u_{n}=\lim _{n\to +\infty }v_{n}{\text{ et }}\liminf _{n\to +\infty }u_{n}=\lim _{n\to +\infty }w_{n},}
ou, ce qui est équivalent :
{\displaystyle \limsup _{n\rightarrow +\infty }u_{n}=\inf\{v_{n}\mid n\in \mathbb {N} \}{\text{ et }}\liminf _{n\to +\infty }u_{n}=\sup\{w_{n}\mid n\in \mathbb {N} \}.}
Ces nombres sont appelés limite supérieure et limite inférieure de la suite {\displaystyle (u_{n})_{n\in \mathbb {N} }}.
On rencontre aussi les notations {\displaystyle {\overline {\lim }}} ou{\displaystyle {\underset {n\to +\infty }{\overline {\lim }}}}pour la limite supérieure et {\displaystyle {\underline {\lim }}} ou{\displaystyle {\underset {n\to +\infty }{\underline {\lim }}}}pour la limite inférieure.
Remarque
Pour tout n, {\displaystyle w_{n}\leq u_{n}\leq v_{n}}. La suite {\displaystyle (u_{n})_{n\in \mathbb {N} }} est donc :
- majorée par un réel si et seulement si {\displaystyle \limsup _{n\to +\infty }u_{n}<+\infty } ;
- minorée par un réel si et seulement si {\displaystyle \liminf _{n\to +\infty }u_{n}>-\infty }.

Exemples
- {\displaystyle \limsup _{n\rightarrow +\infty }(-1)^{n}=1,\ \liminf _{n\rightarrow +\infty }(-1)^{n}=-1}.
- {\displaystyle \limsup _{n\rightarrow +\infty }\sin n=1,\ \liminf _{n\rightarrow +\infty }\sin n=-1}.

## Propriétés
- Les limites inférieure et supérieure d'une suite u à valeurs dans le compact ℝ sont respectivement sa plus petite et sa plus grande valeur d'adhérence, autrement dit[3], par exemple pour la limite supérieure L de u :
  - Pour tout L' > L, il n'y a qu'un nombre fini de k tels que uk ≥ L'.
En effet, la convergence vers L de la suite v montre que vn < L' pour n assez grand, et pour un tel n on a :{\displaystyle \forall k\geq n,\quad u_{k}\leq v_{n}<L'}.
  - Pour tout L" < L, il y a une infinité de k tels que uk > L".
En effet, pour tout n, L" < vn. D'après la définition même de la borne supérieure (plus petit des majorants), il existe k ≥ n tel que L" < uk.

(La finitude de lim sup — ou de lim inf — pour une suite bornée fournit donc une preuve sophistiquée d'un cas particulier — par ailleurs élémentaire — du théorème de Bolzano-Weierstrass.)
- D'après le point précédent, les limites inférieure et supérieure d'une suite sont égales si et seulement si la suite admet une limite (finie ou infinie), et la limite est alors cette valeur commune.
- Somme et produit[4]. Soit {\displaystyle (a_{n})_{n\in \mathbb {N} },(b_{n})_{n\in \mathbb {N} }\in {\overline {\mathbb {R} }}\,\!^{\mathbb {N} }}.
  - Somme
{\displaystyle {\underline {\lim }}\,a_{n}+{\underline {\lim }}\,b_{n}\leq {\underline {\lim }}\,(a_{n}+b_{n})\leq {\underline {\lim }}\,a_{n}+{\overline {\lim }}\,b_{n}\leq {\overline {\lim }}\,(a_{n}+b_{n})\leq {\overline {\lim }}\,a_{n}+{\overline {\lim }}\,b_{n}}.
  - Produit pour des suites réelles positives à partir d'un certain rang
{\displaystyle {\underline {\lim }}\,a_{n}\,{\overline {\lim }}\,b_{n}\leq {\overline {\lim }}\,(a_{n}b_{n})\leq {\overline {\lim }}\,a_{n}\,{\overline {\lim }}\,b_{n}.}
- Produit par un réel {\displaystyle a}.
  - Si {\displaystyle a\geq 0}, {\displaystyle {\underline {\lim }}(au_{n})=a\,{\underline {\lim }}u_{n}} et {\displaystyle {\overline {\lim }}\,(au_{n})=a\,{\overline {\lim }}\,u_{n}}.
  - Si {\displaystyle a\leq 0}, {\displaystyle {\underline {\lim }}(au_{n})=a\,{\overline {\lim }}u_{n}} et {\displaystyle {\overline {\lim }}\,(au_{n})=a\,{\underline {\lim }}\,u_{n}}.
- (Plus généralement) : composition par une fonction continue monotone {\displaystyle f:{\overline {\mathbb {R} }}\to {\overline {\mathbb {R} }}}.
  - Si {\displaystyle f} est croissante alors {\displaystyle {\underline {\lim }}f(u_{n})=f({\underline {\lim }}u_{n})} et {\displaystyle {\overline {\lim }}\,f(u_{n})=f({\overline {\lim }}\,u_{n})}.
  - Si {\displaystyle f} est décroissante alors {\displaystyle {\underline {\lim }}f(u_{n})=f({\overline {\lim }}u_{n})} et {\displaystyle {\overline {\lim }}f(u_{n})=f({\underline {\lim }}\,u_{n})}.

En effet, si {\displaystyle f} est continue croissante alors elle commute aux bornes supérieure et inférieure[5], et si {\displaystyle f} est décroissante, alors {\displaystyle -f} est croissante, or le passage aux opposés intervertit bornes supérieure et inférieure.

## Application: formule de Cauchy-Hadamard
La formule de Hadamard donne l'expression du rayon de convergence R d'une série entière
{\displaystyle \sum _{n=0}^{\infty }a_{n}z^{n}\ } en termes d'une limite supérieure :
{\displaystyle {\frac {1}{R}}=\limsup _{n\to \infty }\left(|a_{n}|^{1/n}\right).}
Cette formule découle de l'application de la règle de Cauchy.

## Généralisations
On peut généraliser la notion de suite numérique et de ses limites supérieure et inférieure dans deux directions : en modifiant l'ensemble ℝ dans lequel la suite prend ses valeurs ou l'ensemble ℕ des indices.

### Suites dans un treillis complet
La définition des limites supérieure et inférieure pour une suite numérique correspond à la relation d'ordre sur la droite réelle achevée, mais s'applique encore pour une suite à valeurs dans n'importe quel treillis complet, c'est-à-dire n'importe quel ensemble ordonné où toute partie possède une borne supérieure et une borne inférieure :
{\displaystyle \limsup u_{n}=\inf _{n}\left(\sup _{k\geq n}u_{k}\right)\qquad {\text{et}}\qquad \liminf u_{n}=\sup _{n}\left(\inf _{k\geq n}u_{k}\right).}

En particulier dans le treillis de l'ensemble des parties d'un ensemble (ordonné par l'inclusion), {\displaystyle \limsup } et {\displaystyle \liminf } sont définies pour une suite {\displaystyle (A_{n})_{n\geq 0}} de parties par :
{\displaystyle \limsup A_{n}=\cap _{n}\left(\cup _{k\geq n}A_{k}\right)\qquad {\text{et}}\qquad \liminf A_{n}=\cup _{n}\left(\cap _{k\geq n}A_{k}\right).}
On peut remarquer que la fonction indicatrice de la limite supérieure de la suite {\displaystyle (A_{n})} est égale à la limite supérieure de la suite des fonctions indicatrices des {\displaystyle A_{n}}, et de même pour les limites inférieures.
{\displaystyle \limsup A_{n}} est l'ensemble des {\displaystyle x\in E} qui appartiennent à {\displaystyle A_{n}} pour une infinité d'indices {\displaystyle n}, et {\displaystyle \liminf A_{n}} est l'ensemble des {\displaystyle x\in E} qui appartiennent à tous les {\displaystyle A_{n}} à partir d'un certain rang. Ces notions jouent un rôle important en calcul des probabilités, dans la démonstration de la loi forte des grands nombres. Voir par exemple le lemme de Borel-Cantelli.

### Suites généralisées
La définition des limites supérieure et inférieure d'une suite (à valeurs dans ℝ) s'étend telle quelle à une suite généralisée, c'est-à-dire à une famille (ui)i∈I d'éléments de ℝ indexée par un ensemble ordonné filtrant {\displaystyle I} qui n'est plus nécessairement l'ensemble des entiers naturels :
{\displaystyle \limsup u_{i}=\inf _{i\in I}\left(\sup _{k\geq i}u_{k}\right)\qquad {\text{et}}\qquad \liminf u_{i}=\sup _{i\in I}\left(\inf _{k\geq i}u_{k}\right).}
Plus généralement, si {\displaystyle X} est un ensemble muni d'un filtre ℱ, les limites supérieure et inférieure suivant ce filtre d'une fonction {\displaystyle f} de {\displaystyle X} dans ℝ sont définies par :
{\displaystyle \limsup _{\mathcal {F}}f=\inf _{V\in {\mathcal {F}}}\left(\sup _{x\in V}f(x)\right)\qquad {\text{et}}\qquad \liminf _{\mathcal {F}}f=\sup _{V\in {\mathcal {F}}}\left(\inf _{x\in V}f(x)\right)}
et l'on peut, dans les seconds membres, remplacer le filtre ℱ par l'une quelconque de ses bases.

En particulier, si {\displaystyle f:X\to \mathbb {R} } est une fonction numérique définie sur un espace topologique, on peut définir {\displaystyle \limsup _{x\to a}f(x)}. 
Pour bien voir ces deux notions. Dans le cas d'une fonction {\displaystyle f} {\displaystyle :\mathbb {R} \to \mathbb {R} }, on peut les définir comme suit : 
{\displaystyle \liminf _{x\to a}f=\lim _{\varepsilon \to 0}\inf\{f(x):x\in [a-\varepsilon ,a+\varepsilon ]\}\qquad {\text{et}}\qquad \limsup _{x\to a}f=\lim _{\varepsilon \to 0}\sup\{f(x):x\in [a-\varepsilon ,a+\varepsilon ]\}}
Cela permet par exemple de définir les nombres dérivés d'une fonction {\displaystyle f:\mathbb {R} \to \mathbb {R} }. Ce sont les « nombres » (éventuellement égaux à ±∞)